# Okręg wyborczy Middlesbrough
Okręg wyborczy Middlesbrough powstał w 1868 r. i wysyłał do brytyjskiej Izby Gmin jednego deputowanego. Okręg został zlikwidowany w 1918 r., ale przywrócono go ponownie w 1974 r. Obejmuje swoim zasięgiem miasto Middlesbrough w północno-wschodniej Anglii. Okręg ponownie zlikwidowano przed wyborami parlamentarnymi w 2024.

## Deputowani do brytyjskiej Izby Gmin z okręgu Middlesbrough

### Deputowani w latach 1868–1918
- 1868–1878: Henry Bolckow
- 1878–1892: Isaac Wilson
- 1892–1900: Joseph Havelock Wilson, Liberalni Laburzyści
- 1900–1906: Samuel Sadler
- 1906–1910: Joseph Havelock Wilson, Liberalni Laburzyści
- 1910–1918: Penry Williams, Partia Liberalna

### Deputowani w latach 1974–2024
- 1974–1983: Arthur Bottomley, Partia Pracy
- 1983–2012 : Stuart Bell(inne języki), Partia Pracy
- 2012–2024 : Andy McDonald, Partia Pracy (wybrany w wyborach uzupełniających po śmierci poprzednika)